# Glandirana
Glandirana (лат.) — род бесхвостых земноводных из семейства настоящих лягушек. В самостоятельный род выделен в 1990 году, ранее включался в род Rana в качестве подрода. Является сестринской группой по отношению к роду Hylarana.

## Описание
Размер представителей рода колеблется от 3 см до 6 см. Голова широкая, глаза большие с округлыми зрачками. Туловище стройное, с бугорками или шипиками разного размера. У разных видов они размещены по-разному и в разных местах тела. Окрас преимущественно коричневый или бурый, иногда с тёмными крапинками.

## Образ жизни
Обитают во влажных местах, на берегах рек, прудов, озёр. Встречаются на высотах 100—700 м над уровнем моря. Активны в сумерках или ночью. Питаются мелкими беспозвоночными.

## Распространение
Ареал рода охватывает Корею, северо-восток и юго-восток Китая, Приморский край России, острова Хонсю, Сикоку и Кюсю (Япония), интродуцированы на Гавайях (США).

## Классификация
На октябрь 2018 года в род включают 5 видов:
- Glandirana emeljanovi (Nikolskii, 1913)
- Glandirana minima (Ting & T'sai, 1979) — Миниатюрная лягушка
- Glandirana rugosa (Temminck & Schlegel, 1838) — Бугорчатая лягушка, или морщинистая лягушка
- Glandirana susurra (Sekiya, Miura & Ogata, 2012)
- Glandirana tientaiensis (Chang, 1933)